# Мьязино
Мьязино (итал. Miasino) — коммуна в Италии, располагается в регионе Пьемонт, в провинции Новара.
Население составляет 953 человека (2008 г.), плотность населения составляет 191 чел./км². Занимает площадь 5 км². Почтовый индекс — 28010. Телефонный код — 0322.
Покровителем населённого пункта считается святой Рох.

## Демография
Динамика населения:

## Администрация коммуны
- Официальный сайт: https://web.archive.org/web/20060513225851/http://www.comune.miasino.novara.it/